# Julieta Guevara Bautista
María de la Luz Julieta Guevara Bautista (Pachuca de Soto, Hidalgo, 10 de diciembre de 1940) es una política mexicana, que fue miembro del Partido Revolucionario Institucional (PRI). Ha sido en dos ocasiones diputada federal y en una senadora de la República.

## Biografía
Es licenciada en Ciencias Políticas egresada de la Facultad de Ciencias Políticas y Sociales de la Universidad Nacional Autónoma de México. Ejerció como docente en la Facultad de Estudios Superiores Acatlán en Ciencias Políticas de 1970 a 1978, fue directora del Centro de Investigación en Administración Pública de 1973 a 1975 y de la división de estudios Políticos y Económicos de 1975 a 1978.
Fue delegada de la Secretaría de Educación Pública en el estado de México de 1979 a 1981 y este último año se desempeñó como directora de Educación de la Asociación Nacional Femenil Revolucionaria del PRI, partido de la que fue miembro desde 1962.
En 1982 fue elegida por primera ocasión diputada federal, representando al Distrito 2 de Hidalgo en la LII Legislatura que concluyó en 1985, en la que fue presidenta de la comisión de Educación Pública; de 1988 a 1991 fue a su vez Senadora por el estado de Hidalgo, elección en que los senadores de segunda fórmula fueron electos por solo tres años, correspondientes a la LIV Legislatura, y al término de ella, fue por segunda ocasión diputada federal, a la LV Legislatura de 1991 a 1994.
Durante este último cargo, en 1992, fue considerada como la principal aspirante a la candidatura del PRI a gubernatura de Hidalgo, apoyada en una presunta cercanía con el entonces presidente Carlos Salinas de Gortari; sin embargo, la candidatura correspondió a Jesús Murillo Karam, quien la había sucedido como senador y que a la postre ganaría la elección y ejercería como Gobernador de Hidalgo de 1993 a 1998.
Tras terminar su segunda diputación, fungió brevemente como subsecretaria en la Secretaría de la Reforma Agraria y luego coordinadora de Asesores en la Secretaría de Educación Pública, cuando la titularidad de ambas la ejerció Miguel Limón Rojas. Tras estos cargos se retiró de la actividad política.
Volvió a la política activa después de 20 años, en 2012, al ser postulada nuevamente candidata a senadora en segunda fórmula, esta vez por la coalición Movimiento Progresista, tras haber dejado su militancia en el PRI. No logró ocupar el cargo, pues su fórmula quedó en segundo lugar, solo siendo electo quien iba postulado en la primera fórmula, Isidro Pedraza Chávez.